# Samuel Nja Kwa
Pour les articles homonymes, voir Kwa.
Samuel Nja Kwa, né le 23 février 1964 à Paris, est un journaliste et photographe français d'origine camerounaise. Diplômé de sciences politiques à l'université du Québec à Montréal, il est aussi à l'origine des Rencontres professionnelles du photojournalisme de Douala (Douala Urban Touch of Arts ou DUTA) dont la première édition a eu lieu en 2005. Du 10 mai au 10 juillet 2017, Samuel Nja Kwa a organisé une exposition collective autour de la mémoire et de l'esclavage IMPRESSIONS MÉMORIELLES au Musée de l'Homme à Paris. Il vit et travaille à Paris.

## Publications
- Minorité visible, cinéma invisible : portraits du cinéma afro-français, Dagan, Achères, 2011, 155 p.  (ISBN 978-2-9532838-5-3)
- Route du Jazz, Editions DUTA Paris, 2014  (ISBN 9782954239101)
- Africa is Music, Editions DUTA Paris, 2018  (ISBN 9782954239125)